# Kantharella
Kantharellidae
Famille
Genre
Kantharella est un genre de Rhombozoaires, le seul de la famille des Kantharellidae. Ce genre est monotypique dans l'état des connaissances actuelles.

## Liste des espèces
Selon GBIF (1er janvier 2024) :
- Kantharella antarctica Czaker, 1994

## Classification
Le nom valide complet (avec auteur) de ce taxon est Kantharella Czaker (d), 1994.

## Publication originale
- (en) Renate Czaker, « Kantharella antarctica, a new and unusual dicyemidmesozoan from the antarctic », Zoologischer Anzeiger, vol. 232,‎ 1994, p. 151–158 (ISSN 0044-5231, e-ISSN 1873-2674).